# Escadre d'évolution
Una Escadre d'évolution è una squadriglia di navi da guerra della Marina francese in crociera in tempo di pace allo scopo di addestrare l'equipaggio e gli allievi ufficiali.

## Storia
La Marina francese iniziò a organizzare Escadre d'évolution fin dalla sua creazione. L'ammiraglio Tourville condusse tali esercitazioni durante il XVII secolo.
La pratica cadde in disuso a causa delle guerre e della mancanza di fondi. Durante il regno di Luigi XVI, la Marina ripristinò la pratica con du Chaffault de Besné e d'Orvilliers. Nel 1772, d'Orvilliers navigò per diverse settimane al largo delle coste francesi, con la sua bandiera sulla nave da 64 cannoni Alexandre. Du Chaffault de Besné era capitano della nave da 50 cannoni Fier e della squadra faceva parte anche la fregata Aurore. Il ministro d'Alby rese annuali queste crociere.

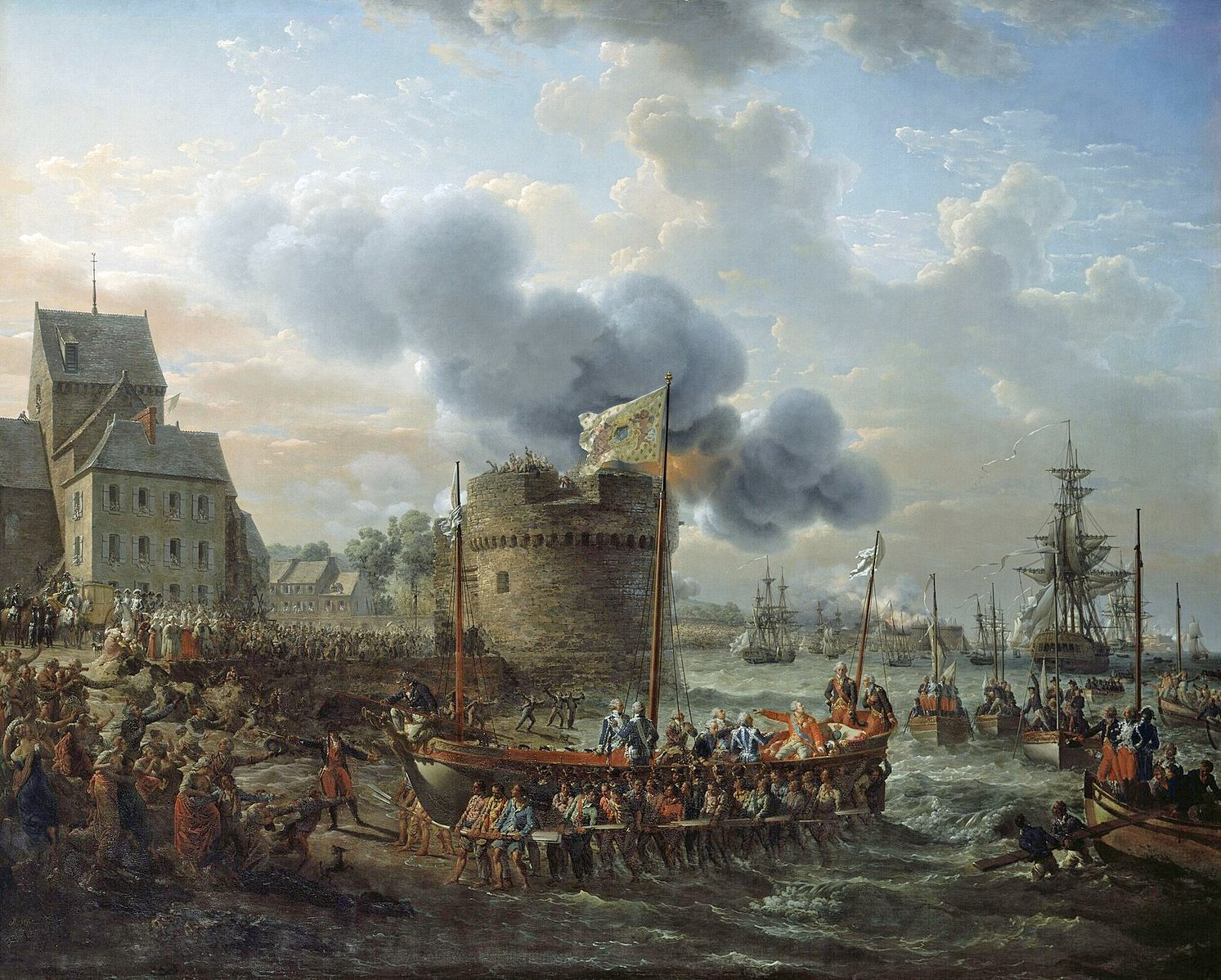
Luigi XVI in visita a Cherbourg nel 1786, di Louis-Philippe Crépin

Nel 1775 de Guichen condusse le proprie esercitazioni salpando da Brest con una divisione di 12 navi, comprendente quattro fregate, cinque corvette, un lugger e due cutter e 1885 uomini, con la sua bandiera sulla fregata da 36 cannoni Terpsichore. L'8 settembre 1775 la squadra di addestramento di de Guichen apparve all'orizzonte e appena due ore dopo era già in porto: l'evento sconvolse d'Alby, che osservò che le difese di Brest non avrebbero mai potuto essere presidiate in così poco tempo e che quindi dovevano essere rinforzate e mantenute in costante stato di allerta, anche in tempo di pace.
Nel 1776 d'Alby aumentò la forza dell'Escadre d'évolution a 17 navi, tra cui tre navi di linea, sette fregate, cinque corvette e due cutter. La squadra era organizzata in tre divisioni, ognuna comandata da uno chef d'escadre con la propria bandiera su una nave di linea: du Chaffault de Besné, che teneva esercitazioni salpando da Brest, sulla nave da 74 cannoni Zodiaque; d'Abon sulla nave da 64 cannoni Provence; il Duca di Chartres sulla nave da 64 cannoni Solitaire. A partire dal 10 maggio 1776 la squadra condusse una crociera di quattro mesi tra Ouessant e Capo Finisterre con un equipaggio 3.705 uomini – meno che in tempo di guerra, ma sensibilmente più del normale organico in tempo di pace. La fregata Diligente, al comando del tenente d'Amblimont, prese parte alle esercitazioni.
L'addestramento in mare riprese dopo la guerra d'indipendenza americana e la guerra anglo-francese del 1778-1783. Quando nell'aprile del 1786 Luigi XVI visitò l'arsenale di Cherbourg per celebrare il completamento di una diga marittima, l'Escadre d'évolution tenne una parata navale e una naumachia sotto la guida dello chef d'escadre de Rions, con la sua bandiera sulla nave da 74 cannoni Patriote.
Le guerre rivoluzionarie francesi e le guerre napoleoniche fecero dare nuovamente in disuso le crociere di addestramento per molti anni. Negli anni 1840 la pratica fu reintrodotta sotto l'impulso di ufficiali come Lalande
La United States Navy e la Marinha do Brasil avevano una Escadre d'évolution alla fine del XIX secolo.